# Dzierążnia (województwo lubelskie)

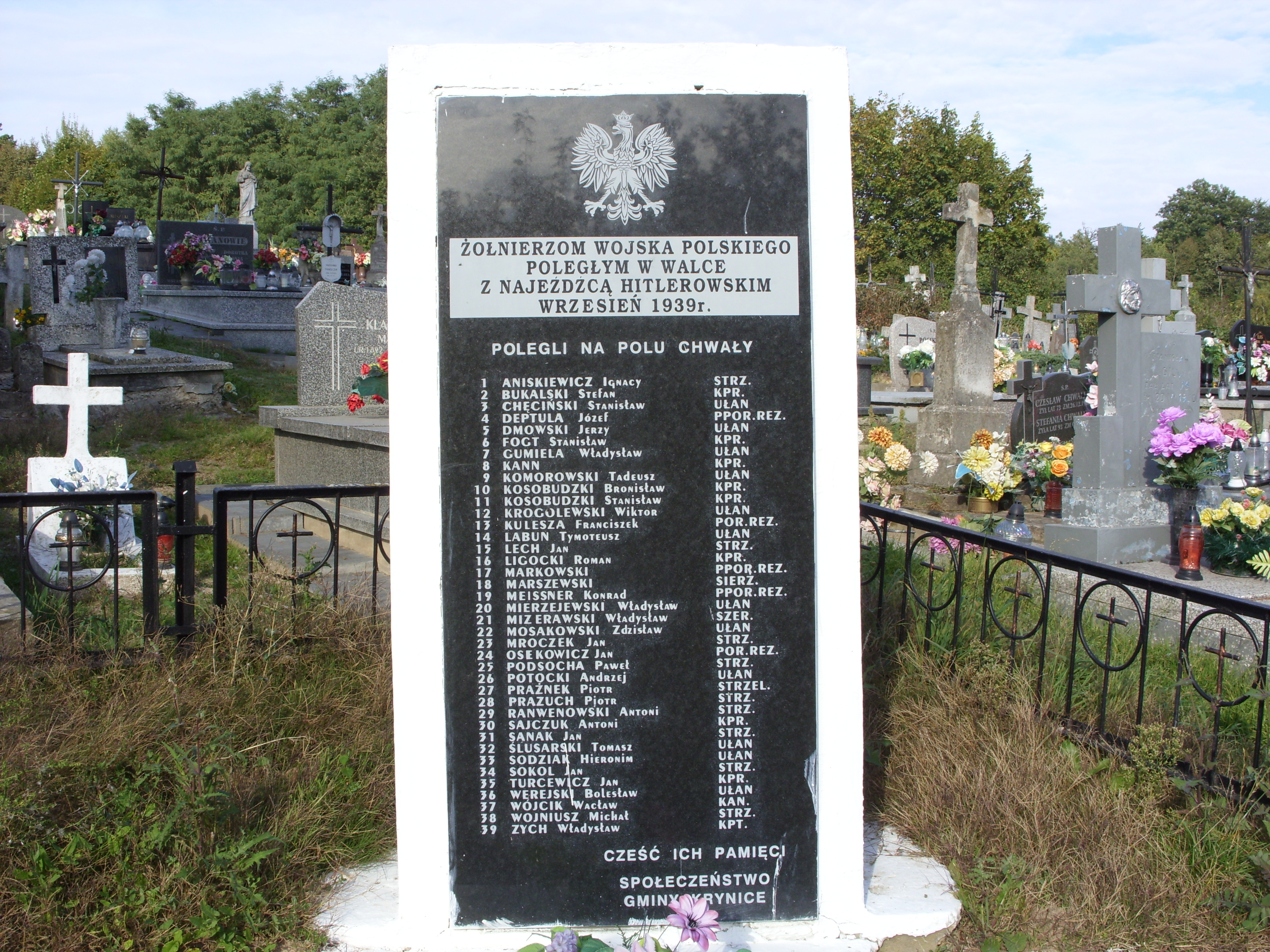
Cmentarz w Dzierążni, pomnik żołnierzy WP poległych w bitwie pod Tomaszowem Lubelskim

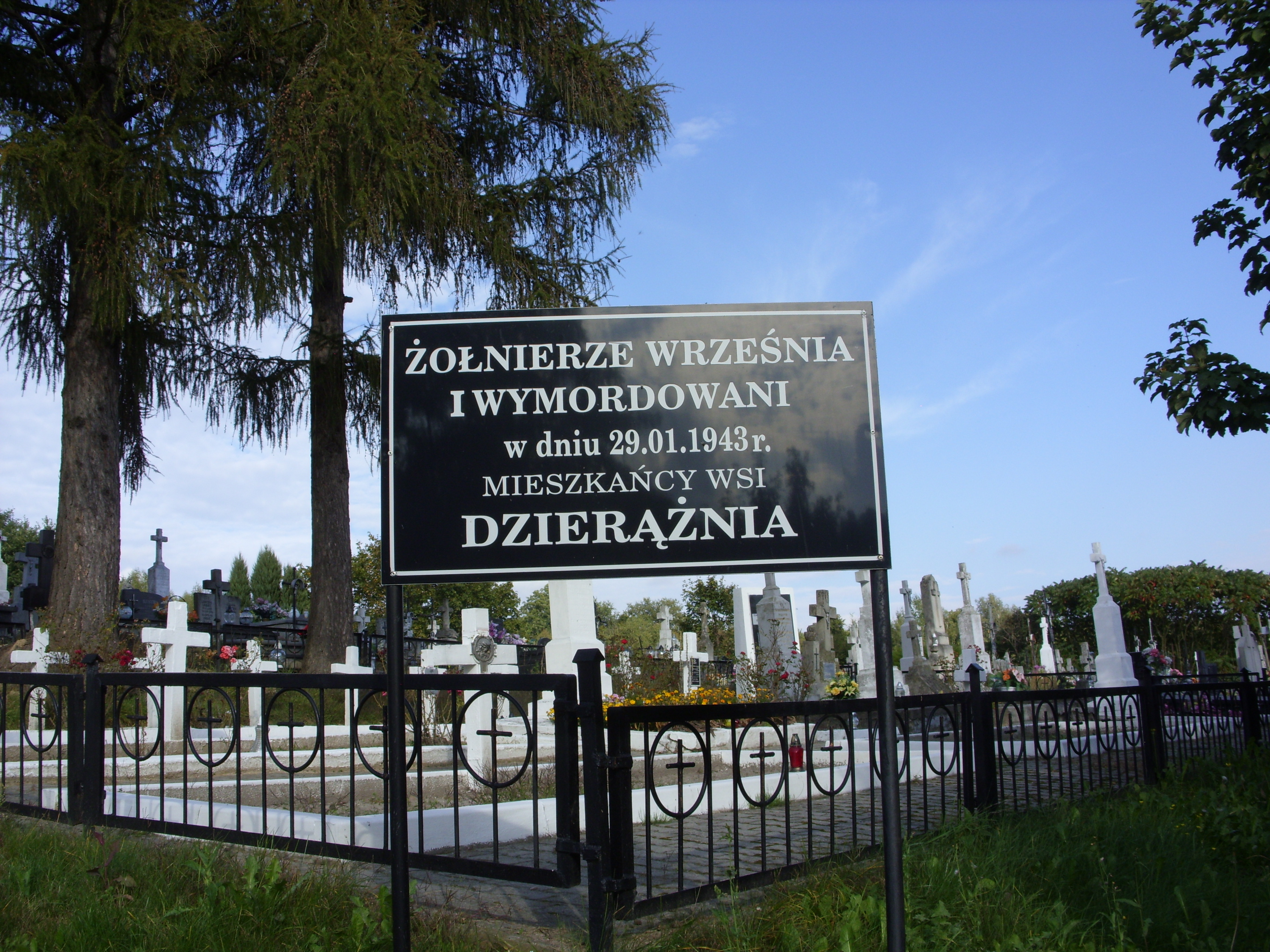
Cmentarz w Dzierążni

Dzierążnia – wieś w Polsce położona w województwie lubelskim, w powiecie tomaszowskim, w gminie Krynice.
W Dzierążni bierze początek rzeka Wożuczynka (dopływ Huczwy).
W latach 1954–1968 wieś należała i była siedzibą władz gromady Dzierążnia, po jej zniesieniu w gromadzie Krynice. W latach 1975–1998 miejscowość administracyjnie należała do województwa zamojskiego.
Wieś jest sołectwem w gminie Krynice. Według Narodowego Spisu Powszechnego z roku 2011 wieś liczyła 339 mieszkańców.
Wieś jest siedzibą rzymskokatolickiej parafii Wniebowzięcia Najświętszej Maryi Panny. Znajduje się tu kościół parafialny oraz cmentarz z XIX wieku. Najstarsze groby pochodzą z lat 50. XIX wieku oraz z okresu powstania styczniowego.

## Części miejscowości
| SIMC    | Nazwa              | Rodzaj    |
| ------- | ------------------ | --------- |
| 0891743 | Garb               | część wsi |
| 0891750 | Kolonia Dzierążnia | część wsi |
| 0891766 | Sielec             | część wsi |
| 0891772 | Stawki             | część wsi |
| 0891789 | Winna Góra         | część wsi |

## Historia
Wieś Dzierążnia, według najstarszych źródeł, do 1435 r. należała do Andrzeja Łabuńskiego. Wchodziła w skład dawnego województwa bełskiego. We dworze istniała winnica, oranżeria, szkółka drzewek, młyn, gorzelnia, karczma i stawy.
W czasie okupacji niemieckiej, w dniach 28–29 stycznia 1943, miała miejsce pacyfikacja wsi, w czasie której zginęło od 62 do 66 mieszkańców, w tym wiele kobiet i dzieci. Całkowicie zniszczono osiem gospodarstw wraz z żywym i martwym inwentarzem. Przeprowadzający egzekucję oddział żandarmerii niemieckiej z Zamościa, dokonał w ten sposób odwetu za udane odbicie zakładników polskich przez oddział Batalionów Chłopskich w dniu 27 stycznia 1943 roku, w którego wyniku zginęło kilku Niemców (w walce poległ również co najmniej jeden partyzant BCh).
Po zakończeniu II wojny światowej folwark rozparcelowano i utworzono tu PGR. Wieś została zelektryfikowana. Zbudowano utwardzoną drogę Wożuczyn – Budy, sieć wodociągową i gazową. W 2006 r. rozpoczęto budowę niewielkiej oczyszczalni ścieków. W lutym 2008 roku została wybudowana nowa centrala i linia telefoniczna.
Na miejscowym cmentarzu pochowani są żołnierze Wojska Polskiego polegli we wrześniu 1939 roku w bitwie pod Tomaszowem Lubelskim, partyzanci oraz cywilne ofiary pacyfikacji z 1943 roku.

## Zabytki
- kościół parafialny pw. Wniebowzięcia NMP
- kaplica cmentarna (dawniej cerkiew greckokatolicka)
- cmentarz
- dworek w stylu polskim z 1800 r. z okolicznym parkiem.

Według rejestru zabytków NID na listę zabytków wpisane są następujące obiekty:
- zespół kościoła par. pw. Wniebowzięcia NMP i św. Mikołaja, poł. XVIII-XX, nr rej.: A/298 z 18.10.1984:
  - kościół
  - cmentarz kościelny
  - dzwonnica
  - ogrodzenie z kapliczkami
  - plebania
- zespół pałacowy, k. XVIII, 1890, XX, nr rej.: A/317 z 31.05.1985:
  - pałac
  - oficyna
  - park.

## Związani z Dzierążnią
- Wacław Oszajca SJ – teolog, dziennikarz, publicysta i poeta
- Stanisław Kaczor – pisarz, wykładowca akademicki